# Maggie Gobran

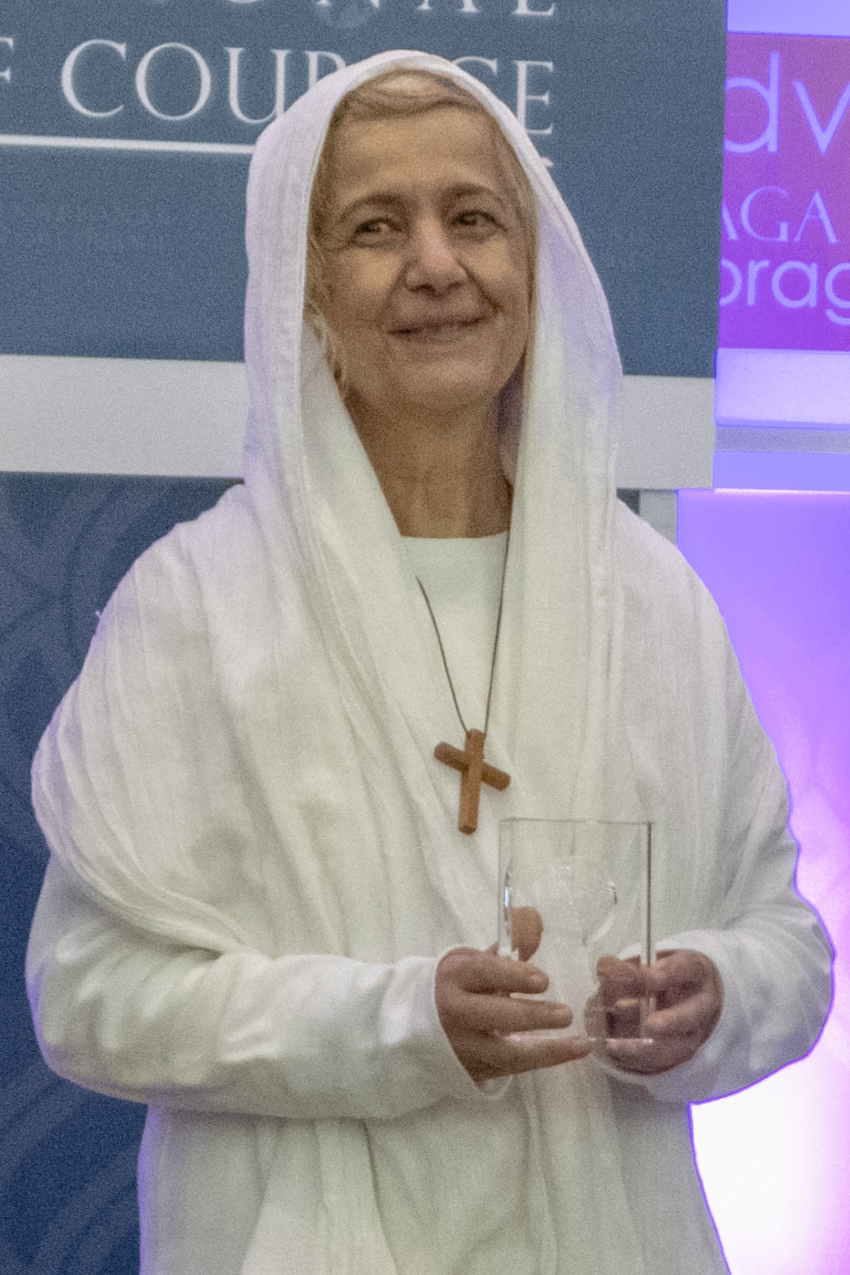
Maggie Gobran (2019)

Magda „Maggie“ Gobran, genannt Mama Maggie, auch Magda Gobran-Gorgi (* 1949 in Kairo, Ägypten) ist eine ägyptische koptische Ordensschwester und Gründerin der Organisation Stephen’s Children. Sie ist Dozentin an der Universität von Kairo. Für ihr herausragendes Engagement wurde sie 2019 vom Außenministerium der Vereinigten Staaten mit dem International Women of Courage Award geehrt.

## Leben und Wirken
Gobran wuchs in einem wohlhabenden Viertel Kairos auf, abgeschirmt vom Elend und der Armut in ihrer Umgebung. 1989 gab die Informatikprofessorin ihre akademische Laufbahn auf und gründete die Wohltätigkeitsorganisation Stephen’s Children, die sich für die Bewohner der Kairoer Slums einsetzt. Gobrans Fokus liegt dabei vor allem auf den koptischen Familien, die in verarmten Gegenden im zunehmend ländlichen Oberägypten leben. Rund 32.000 Familien erhalten dort täglich Lebensmittel, medizinische Hilfe und Ausbildung. Die Arbeit wird unter anderem von Hilfe für Brüder und der Hilfsaktion Märtyrerkirche unterstützt.
Gobrans Arbeit wurde im Zuge des Arabischen Frühlings schwieriger, da die koptische Minderheit in Ägypten vermehrt Repressalien der muslimischen Bevölkerungsmehrheit zu befürchten hat. Auch die Tatsache, dass der 2012 produzierte Mohammed-Schmähfilm Innocence of Muslims von einem Exilkopten produziert wurde, verschlechterte das Leben der Kopten.

## Ehrungen
Die auch als „Mutter Teresa von Kairo“ verehrte Gobran wurde 2012 für den Friedensnobelpreis nominiert. Die Nominierung erfolgte durch die republikanischen Kongressabgeordneten Frank Wolf, Bill Huizenga, Joseph R. Pitts, Robert Aderholt und John Carter.
Im Mai 2017 wurde sie in Dubai vom Vizepräsident der Arabischen Emirate für ihre christliche Arbeit mit bedürftigen Kindern in Kairo, Ägypten, mit dem umgerechnet etwa 250.000 Euro dotierten „Arab Hope Maker“ Preis ausgezeichnet.
Im Jahr 2019 war Gobran eine von zehn Frauen aus aller Welt, die vom US-Außenministerium für ihr herausragendes Engagement mit dem International Women of Courage Award (IWOC) geehrt wurden. Die Verleihung des Preises fand am 7. März 2019 im Rahmen einer feierlichen Zeremonie im US-amerikanischen Außenministerium in Washington statt.